# Confederația de la Varșovia (1573)

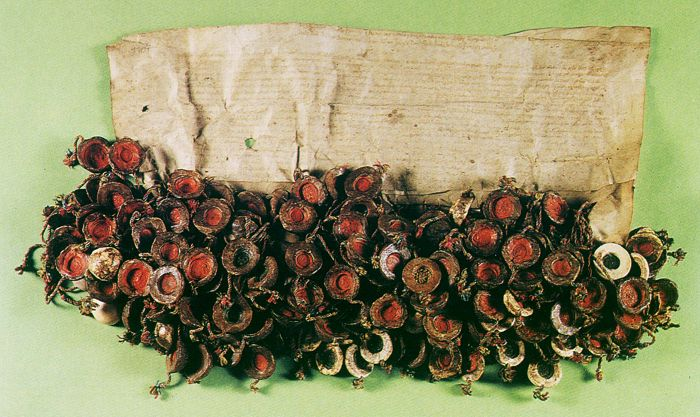
Originalul articolelor Confederaţiei de la Varşovia

Confederația de la Varșovia (8 ianuarie 1573) a marcat un moment important din istoria Poloniei și a Lituaniei, în care s-a extins toleranța religioasă de la categoria nobililor la cea a oamenilor liberi. Chiar dacă nu a putut preveni alte conflicte religioase în perioada următoare, Uniunea polono-lituaniană a devenit un loc unde puteau găsi refugiu și siguranță toți cei care aveau de suferit de pe urma persecuțiilor religioase, fiind unul dintre primele state care au adoptat o astfel de politică în Europa secolului al XVI-lea.

## Istoric
Toleranța religioasă are o lungă tradiție în Polonia (Statutele de la Kalisa) și a devenit practic politică de stat în timpul regelui Sigismund II Augustus (1506-1548). Oricum, articolele ratificate de toți cei care au pus bazele Confederației de la Varșovia, au sancționat oficial unele cutume mai vechi. În acest sens, această dată (1573) ar putea fi considerată nu atât începutul, cât apogeul unei politici de toleranță.
În perioadă care a urmat stingerii dinastiei Jagellone, nobilimea polonă și lituaniană, s-a adunat la Varșovia pentru a preveni orice mișcare separatistă și pentru a menține ordinea legală. Pentru aceasta, cetățenii ambelor țări au fost obligați să se supună deciziilor luate de această alianță militară, care era suficient de puternică încât să emită și să pună efectiv în aplicare o declarație prin care cele două state continuau să fie inseparabil legate chiar și după destrămarea uniunii dinastice.
În ianuarie 1573 nobilii au semnat un document prin care reprezentanții principalelor confesiuni își acordau sprijin și garantau toleranța religioasă. Se pun astfel bazele unui nou sistem politic, căruia Confederația de la Varșovia îi garanta stabilitatea. Toleranța religioasă a fost un factor important într-un stat plurietnic și multi-confesional, în care de-a lungul mai multor generații s-au adunat diferite popoare (polonezi, lituanieni, ruteni, germani, evrei și tătari) care aveau confesiuni diferite (catolică, ortodoxă, reformată, chiar și iudaică sau islamică). A devenit un stat în care chiar și cele mai radicale secte (cum erau de pildă unitarienii) care erau persecutate în restul continentului puteau găsi aici refugiu și puteau scăpa de persecuții, stat despre care cardinalul Hoszjusz spunea gă a devenit „un loc de adăpost pentru eretici.”
Acest act de toleranță nu a fost impus de un guvern și nu a fost consecința unei îndelungate stări de război, ci mai degrabă a rezultat dintr-o inițiativă a societății polono-lituaniene. A fost în mod sigur influențat de ecoul masacrului din Noaptea Sfântului Bartolomeu din 24 august 1572 și a încercat să dea garanții clare nobilimii și oamenilor liberi că nici un monarh nu va încerca vreodată să facă ceva asemănător în Polonia și Lituania.
Cele mai importante personalități implicate în redactarea acestor articole au fost  Mikołaj Sienicki (conducătorul “mișcării executorii”), Jan Firlej și Jan Zborowski. Eforturilor acestora li s-au opus totuși câțiva înalți demnitari ai Bisericii Romano-catolice și a majorității preoților catolici. Dintre aceștia Franciszek Krasiński a fost singurul episcop care le-a semnat (Episcopul de Warmia, Szymon Starowolski, a pretins mai târziu că ar fi făcut-o doar “sub amenințarea sabiei.”). Articolele care garantau unitatea și securitatea uniunii statale au fost semnate de ceilalți episcopi doar dacă era explicit prevăzută stipularea că prevederile nu se extind și asupra toleranței religioase ("excepto articulo confoederationis."). Un alt episcop, Wawrzyniec Goślicki, va fi excomunicat pentru că a fost semnatarul actelor Sejm-ului din 1587.
Articolele Confederației de la Varșovia vor fi mai târziu încorporate în Articolele Henriciane, devenind astfel, alături de Pacta Conventa (de asemenea instituită în 1573), prevederi cu caracter constituțional al uniunii statale polono-lituaniane.
La sfârșitul secolului al XVI-lea Polonia și Lituania se aflau între Rusia moscovită la est, Imperiul Otoman în sud și Europa Occidentală la nord și la vest. Aici se dădeau o puternică luptă între Reforma religioasă (și diferitele confesiuni ale acesteia) și Contrareforma inițiată de Biserica Romano-catolică. Încă mai există o dispută privitoare la faptul că Articolele Confederației de la Varșovia ar fi garantat toleranța religioasă doar pentru nobilime sau pentru toți oameni liberi, inclusiv țăranii. Majoritatea istoricilor sunt de acord cu ultima interpretare.
În 2003 textul articolelor Confederației de la Varșovia a fost inclus în Patrimomiul UNESCO.

## Citate
„Cu siguranță, textul și spiritul declarației de toleranță cuprinsă în articolele Confederației de la Varșovia din 28 ianuarie 1573 au un caracter excepțional pentru Europa acelor vremuri și au stat la baza organizării religioase a statului polono-lituanian pentru mai bine de 200 de ani.” (Norman Davies)